# Forest Hills Drive Tour
De Forest Hills Drive Tour is een 180 dagen-durende concerttournee van de Amerikaanse rapper J. Cole, met concerten in 64 verschillende steden in Noord-Amerika en Europa, ter promotie van het album 2014 Forest Hills Drive, dat op 9 december 2014 uitkwam.
De tournee is opgedeeld in vier delen:
- Act 1: Hometown (2 maart—7 april; Verenigde Staten; met Bas, Cozz en Omen)
- Act 2: The Journey (30 april—18 mei; Europa; met Jhené Aiko, Pusha T, Bas, Cozz en Omen)
- Act 3: Hollywood (12 juli—25 augustus; Verenigde Staten en Canada; met Big Sean, YG, Jeremih, Bas, Cozz en Omen)
- Homecoming (29 augustus; Verenigde Staten; met Big Sean, YG, Jeremih, Bas, Cozz en Omen)

J. Cole begon Act 1 op 2 maart in Eugene, Oregon in de Verenigde Staten en sloot die af op 7 april in Providence, Rhode Island. Hierna begon hij Act 2 op 30 april in Zürich, Zwitserland, op 2 mei treedt hij op in zijn geboortestad Frankfurt am Main en hij sluit op op 18 mei in Londen, Engeland af in de The O2. Act 3 begint hij in Seattle, Washington op 12 juli, waarna hij op 25 augustus in Denver, Colorado afsluit.
Zijn Homecoming is op 29 augustus in zijn geboortestad Fayetteville, North Carolina. Zijn concerten in Madison Square Garden en het Staples Center waren in de eerste dag uitverkocht.

## Locaties
| Datum         | Stad               | Locatie                        | DV     |
| ------------- | ------------------ | ------------------------------ | ------ |
| 2 maart 2015  | Eugene, OR         | McDonald Theatre               | Vinkje |
| 4 maart 2015  | Boise, ID          | The Linen Building             | Vinkje |
| 5 maart 2015  | Salt Lake City, UT | The Complex                    | Vinkje |
| 8 maart 2015  | Santa Ana, CA      | Observatory                    | Vinkje |
| 10 maart 2015 | Tucson, AZ         | The Rialto Theatre             | Vinkje |
| 13 maart 2015 | Lincoln, NE        | Bourbon Theatre                | Vinkje |
| 14 maart 2015 | Springfield, MO    | Gillioz Theatre                | Vinkje |
| 15 maart 2015 | Wichita, KS        | The Cotillion Ballroom         | Vinkje |
| 17 maart 2015 | Oklahoma City, OK  | Farmer's Market                | Vinkje |
| 19 maart 2015 | San Antonio, TX    | Alamo City Music Hall          | Vinkje |
| 23 maart 2015 | New Orleans, LA    | House of Blues                 | Vinkje |
| 24 maart 2015 | Baton Rouge, LA    | Varsity Theatre                | Vinkje |
| 25 maart 2015 | Mobile, AL         | Soul Kitchen                   | Vinkje |
| 28 maart 2015 | Tallahassee, FL    | Coliseum                       | Vinkje |
| 29 maart 2015 | Birmingham, AL     | Iron City                      | Vinkje |
| 30 maart 2015 | Columbus, OH       | Lifestyle Communities Pavilion | Vinkje |
| 1 april 2015  | Nashville, TN      | Marathon Music Works           | Vinkje |
| 3 april 2015  | Richmond, VA       | The National                   | Vinkje |
| 4 april 2015  | Rochester, NY      | Water Street Music Hall        | Vinkje |
| 6 april 2015  | Portland, ME       | State Theatre                  | Vinkje |
| 7 april 2015  | Providence, RI     | Lupo's Heartbreak Hotel        | Vinkje |

| Datum         | Stad              | Locatie                | JA     | PT     | DV     |
| ------------- | ----------------- | ---------------------- | ------ | ------ | ------ |
| 30 april 2015 | Zurich            | Komplex 457            |        |        | Vinkje |
| 1 mei 2015    | Keulen            | Essigfabrik            |        |        | Vinkje |
| 2 mei 2015    | Frankfurt am Main | Gibson Club            |        |        | Vinkje |
| 4 mei 2015    | Oslo              | Rockefeller Music Hall |        |        | Vinkje |
| 5 mei 2015    | Stockholm         | Berns                  |        |        | Vinkje |
| 6 mei 2015    | Kopenhagen        | Vega                   |        |        | Vinkje |
| 8 mei 2015    | Berlijn           | Huxleys Neue Welt      |        |        | Vinkje |
| 9 mei 2015    | Amsterdam         | Heineken Music Hall    | Vinkje |        | Vinkje |
| 10 mei 2015   | Parijs            | Olympia                | Vinkje |        | Vinkje |
| 11 mei 2015   | Antwerpen         | Trix                   |        |        | Vinkje |
| 13 mei 2015   | Glasgow           | O2 Academy             | Vinkje |        | Vinkje |
| 14 mei 2015   | Manchester        | Manchester Arena       | Vinkje | Vinkje | Vinkje |
| 15 mei 2015   | Birmingham        | Barclaycard Arena      | Vinkje | Vinkje | Vinkje |
| 16 mei 2015   | Cardiff           | Motorpoint Arena       | Vinkje | Vinkje | Vinkje |
| 18 mei 2015   | Londen            | The O2 Arena           | Vinkje | Vinkje | Vinkje |

| Datum            | Stad                | Locatie                              | YG     | Je     | BS     | DV     |
| ---------------- | ------------------- | ------------------------------------ | ------ | ------ | ------ | ------ |
| 12 juli 2015     | Seattle, WA         | White River Amphitheatre             | Vinkje | Vinkje | Vinkje | Vinkje |
| 14 juli 2015     | San Francisco, CA   | Shoreline Amphitheatre               | Vinkje | Vinkje | Vinkje | Vinkje |
| 17 juli 2015     | San Diego, CA       | Sleep Train Amphitheatre             | Vinkje | Vinkje | Vinkje | Vinkje |
| 19 juli 2015     | Los Angeles, CA     | Staples Center                       | Vinkje | Vinkje | Vinkje | Vinkje |
| 21 juli 2015     | Albuquerque, NM     | Isleta Amphitheatre                  | Vinkje | Vinkje | Vinkje | Vinkje |
| 24 juli 2015     | Saint Louis, MO     | Hollywood Casino Amphitheatre        | Vinkje | Vinkje | Vinkje | Vinkje |
| 25 juli 2015     | Detroit, MI         | DTE Energy Music Theathre            | Vinkje | Vinkje |        | Vinkje |
| 26 juli 2015     | Indianapolis, IN    | Klipsch Music Center                 | Vinkje | Vinkje | Vinkje | Vinkje |
| 28 juli 2015     | Chicago, IL         | First Widwest Bank Amphitheatre      | Vinkje | Vinkje | Vinkje | Vinkje |
| 30 juli 2015     | Pittsburgh, PA      | First Niagara Pavilion               | Vinkje | Vinkje | Vinkje | Vinkje |
| 31 juli 2015     | Camden, NJ          | Susquehanna Bank Center              | Vinkje | Vinkje | Vinkje | Vinkje |
| 2 augustus 2015  | Toronto, ON         | Molson Canadian Amphitheatre         | Vinkje | Vinkje | Vinkje | Vinkje |
| 3 augustus 2015  | Holmdel, NJ         | PNC Banks Arts Center                | Vinkje | Vinkje | Vinkje | Vinkje |
| 4 augustus 2015  | New York, NY        | Madison Square Garden                | Vinkje | Vinkje | Vinkje | Vinkje |
| 6 augustus 2015  | Boston, MA          | Xfinity Center                       | Vinkje | Vinkje | Vinkje | Vinkje |
| 7 augustus 2015  | Montreal, QC        | Bell Center                          | Vinkje | Vinkje | Vinkje | Vinkje |
| 8 augustus 2015  | Hartford, CT        | Xfinity Center                       | Vinkje | Vinkje | Vinkje | Vinkje |
| 9 augustus 2015  | Washington D.C.     | Jiffy Lube Live                      | Vinkje | Vinkje | Vinkje | Vinkje |
| 11 augustus 2015 | Cincinnati, OH      | Riverbend                            | Vinkje | Vinkje | Vinkje | Vinkje |
| 12 augustus 2015 | Charlotte, NC       | PNC Music Pavillion                  | Vinkje | Vinkje | Vinkje | Vinkje |
| 13 augustus 2015 | Virginia Beach, VA  | Farm Bureau Live                     | Vinkje | Vinkje | Vinkje | Vinkje |
| 15 augustus 2015 | Atlanta, GA         | Aaron's Amphitheatre                 | Vinkje | Vinkje | Vinkje | Vinkje |
| 16 augustus 2015 | Tampa, FL           | Midflorida Credit Union Amphitheatre | Vinkje | Vinkje | Vinkje | Vinkje |
| 18 augustus 2015 | West Palm Beach, FL | Coral Sky Amphitheatre               | Vinkje | Vinkje | Vinkje | Vinkje |
| 21 augustus 2015 | Houston, TX         | Cynthia Woods Mitchell Pavilion      | Vinkje | Vinkje | Vinkje | Vinkje |
| 22 augustus 2015 | Austin, TX          | Austin360 Amphitheatre               | Vinkje | Vinkje | Vinkje | Vinkje |
| 23 augustus 2015 | Dallas, TX          | Gexa Energy Pavilion                 | Vinkje | Vinkje | Vinkje | Vinkje |
| 25 augustus 2015 | Denver, CO          | Red Rocks Amphitheatre               | Vinkje | Vinkje | Vinkje | Vinkje |

| Datum            | Stad             | Locatie        | YG     | Je     | BS     | DV     |
| ---------------- | ---------------- | -------------- | ------ | ------ | ------ | ------ |
| 29 augustus 2015 | Fayetteville, NC | Crown Coliseum | Vinkje | Vinkje | Vinkje | Vinkje |